# Відень (футбольний клуб)
ФК «Ві́день» (нім. FC Wien) — австрійський футбольний клуб, заснований 18 січня 1914 року під назвою ФК «Ніколсон» Ві́день (нім. FC Nicholson Wien). На початку 1932 року перейменований у ФК «Ві́день».

## Досягнення
- Віце-чемпіон Австрії: 1942

## Статистика
| Сезони | Матчі | Перемоги | Нічиї | Поразки | Різниця м'ячів | Очки |
| ------ | ----- | -------- | ----- | ------- | -------------- | ---- |
| 27     | 576   | 204      | 127   | 245     | 1054 — 1246    | 535  |

## Відомі гравці
- Йохан Хорват (1933—1935) — нападник, провів за збірну Австрії в 1924—1934 р. 46 матчів, 29 голів.